# Chile i olympiska sommarspelen 2000
Chile deltog i de olympiska sommarspelen 2000 med en trupp bestående av 50 deltagare, 43 män och 7 kvinnor, och de tog totalt en medalj.

## Medaljer

### Brons
- Fotbollslandslaget herrar (Pedro Reyes, Nelson Tapia, Héctor Tapia, Iván Zamorano, Javier di Gregorio, Cristián Álvarez, Francisco Arrué, Pablo Contreras, Sebastián González, David Henríquez, Manuel Ibarra, Claudio Maldonado, Reinaldo Navia, Rodrigo Núñez, Rafael Olarra, Patricio Ormazábal, David Pizarro, Rodrigo Tello och Mauricio Rojas)

## Bågskytte
| Damernas individuella |                           |                       |         |
|                       | Denisse Astrid van Lamoen |                       |         |
| Sextondelsfinal       | Förlorade mot             | Sayoko Kawauchi Japan | 151-146 |

## Cykling
Herrarnas linjelopp
- José Medina
  - Final — (→ 82:e plats)

- Luis Fernando Sepúlveda
  - Final — fullföljde inte (→ ingen placering)

## Fotboll
Herrar
| Nr          | Namn               | Födelsedatum      | Klubb                   |
| Målvakter   | Målvakter          | Målvakter         | Målvakter               |
| ----------- | ------------------ | ----------------- | ----------------------- |
| 1           | Nelson Tapia       | 22 september 1966 | Universidad Católica    |
| 18          | Javier di Gregorio | 23 januari 1977   | Coquimbo Unido          |
| Försvarare  |                    |                   |                         |
| 2           | Cristian Álvarez   | 20 januari 1980   | Universidad Católica    |
| 3           | Claudio Maldonado  | 3 januari 1980    | São Paulo Futebol Clube |
| 4           | David Henríquez    | 12 juli 1977      | Colo-Colo               |
| 5           | Pablo Contreras    | 11 september 1978 | AS Monaco FC            |
| 6           | Pedro Reyes        | 13 november 1972  | AJ Auxerre              |
| 14          | Rodrigo Tello      | 14 oktober 1979   | Universidad de Chile    |
| 15          | Manuel Ibarra      | 18 november 1977  | Santiago Morning        |
| 16          | Rafael Olarra      | 26 maj 1978       | Universidad de Chile    |
| 19          | Mauricio Rojas     | 30 mars 1978      | Santiago Wanderers      |
| Mittfältare |                    |                   |                         |
| 8           | David Pizarro      | 11 september 1979 | Udinese Calcio          |
| 10          | Francisco Arrué    | 7 augusti 1977    | Santiago Wanderers      |
| 13          | Rodrigo Núñez      | 5 februari 1977   | Santiago Wanderers      |
| 17          | Patricio Ormazábal | 12 februari 1979  | Universidad Católica    |
| Anfallare   |                    |                   |                         |
| 7           | Sebastian Gonzalez | 14 december 1978  | Colo-Colo               |
| 9           | Iván Zamorano      | 18 januari 1967   | Inter                   |
| 11          | Reinaldo Navia     | 10 maj 1978       | Santiago Morning        |
| 12          | Hector Tapia       | 30 september 1977 | Perugio Calcio          |

Gruppspel
| Lag      | S | V | O | F | GM | IM | MS | P |
| -------- | - | - | - | - | -- | -- | -- | - |
| Chile    | 3 | 2 | 0 | 1 | 7  | 3  | +4 | 6 |
| Spanien  | 3 | 2 | 0 | 1 | 6  | 3  | +3 | 6 |
| Sydkorea | 3 | 2 | 0 | 1 | 2  | 3  | −1 | 6 |
| Marocko  | 3 | 0 | 0 | 3 | 1  | 7  | −6 | 0 |

Slutspel
|  | Kvartsfinaler            | Kvartsfinaler            |                       |       | Semifinaler | Semifinaler |  |  | Final                 | Final |
|  |                          |                          |                       |       |             |             |  |  |                       |       |
|  | 23 september - Adelaide  |                          |                       |       |             |             |  |  |                       |       |
|  |                          |                          |                       |       |             |             |  |  |                       |       |
|  | USA (str.)               | 2 (5)                    |                       |       |             |             |  |  |                       |       |
|  | USA (str.)               | 2 (5)                    | 26 september - Sydney |       |             |             |  |  |                       |       |
|  | Japan                    | 2 (4)                    |                       |       |             |             |  |  |                       |       |
|  | Japan                    | 2 (4)                    | USA                   | 1     |             |             |  |  |                       |       |
|  | 23 september - Sydney    |                          | USA                   | 1     |             |             |  |  |                       |       |
|  |                          | Spanien                  | 3                     |       |             |             |  |  |                       |       |
|  | Italien                  | Spanien                  | 3                     | 0     |             |             |  |  |                       |       |
|  | Italien                  |                          | 30 september - Sydney | 0     |             |             |  |  |                       |       |
|  | Spanien                  | 1                        |                       |       |             |             |  |  |                       |       |
|  | Spanien                  | 1                        | Spanien               | 2 (3) |             |             |  |  |                       |       |
|  | 23 september - Brisbane  |                          | Spanien               | 2 (3) |             |             |  |  |                       |       |
|  |                          | Kamerun (str.)           | 2 (5)                 |       |             |             |  |  |                       |       |
|  | Brasilien                | Kamerun (str.)           | 2 (5)                 | 1     |             |             |  |  |                       |       |
|  | Brasilien                | 26 september - Melbourne |                       | 1     |             |             |  |  |                       |       |
|  | Kamerun (e.f.)           | 2                        |                       |       |             |             |  |  |                       |       |
|  | Kamerun (e.f.)           | 2                        | Kamerun               | 2     | Bronsmatch  | Bronsmatch  |  |  |                       |       |
|  | 23 september - Melbourne |                          | Kamerun               | 2     | Bronsmatch  | Bronsmatch  |  |  |                       |       |
|  |                          | Chile                    | 1                     |       |             |             |  |  |                       |       |
|  | Chile                    | Chile                    | 1                     | 4     | USA         | 0           |  |  |                       |       |
|  | Chile                    |                          |                       | 4     | USA         | 0           |  |  |                       |       |
|  | Nigeria                  | 1                        |                       | Chile | 2           |             |  |  |                       |       |
|  | Nigeria                  | 1                        |                       |       | 2           |             |  |  |                       |       |
|  |                          |                          |                       |       |             |             |  |  | 29 september - Sydney |       |
|  |                          |                          |                       |       |             |             |  |  |                       |       |

## Friidrott
Herrarnas 200 meter
- Ricardo Roach
  - Omgång 1 — 21.20 (→ gick inte vidare)

Herrarnas 10 000 meter
- Mauricio Díaz
  - Omgång 1 — 28:05.61 (→ gick inte vidare)

Herrarnas 400 meter häck
- Carlos Zbinden
  - Omgång 1 — 51.36 (→ gick inte vidare)

Herrarnas 4 x 100 meter stafett
- Juan Pablo Faundez, Ricardo Roach, Rodrigo Roach och Diego Valdes
  - Omgång 1 — 40.20 (→ gick inte vidare)

Damernas maraton
- Erika Olivera
  - Final — 2:35:07 (→ 27:e plats)

## Fäktning
Damernas värja
- Caterin Bravo

## Ridsport
| Carlos Milthaler | As Schylok   | Individuell hoppning | 5,50  | =16 Q | 16,00 | 21,50 | 43 Q | 0.00  | 21,50 | 23 Q  | 20,75            | 42               | Gick inte vidare | Gick inte vidare | Gick inte vidare | Gick inte vidare | Gick inte vidare | Gick inte vidare | Gick inte vidare | Gick inte vidare | 20,75 | 43 |
| Joaquín Larraín  | Jagermeister | Individuell hoppning | 17,00 | 54 Q  | 12,00 | 29,00 | 54 Q | 89,50 | 89,50 | 67 RT | Gick inte vidare | Gick inte vidare | Gick inte vidare | Gick inte vidare | Gick inte vidare | Gick inte vidare | Gick inte vidare | Gick inte vidare | 89,00            | 67               |       |    |

## Rodd
Herrar
| Idrottare                                                     | Gren              | Heat    | Heat      | Återkval | Återkval  | Semifinal        | Semifinal        | Final            | Final            | Final |
| Idrottare                                                     | Gren              | Tid     | Placering | Tid      | Placering | Tid              | Placering        | Tid              | Placering        |       |
| ------------------------------------------------------------- | ----------------- | ------- | --------- | -------- | --------- | ---------------- | ---------------- | ---------------- | ---------------- | ----- |
| Felipe Leal                                                   | Singelsculler     | 7:39,43 | 5 R       | 7:34,56  | 4 C/D     | 7:28,78          | 3 C              | 7:44,48          | 17               |       |
| Jorge Morgenstern Herbert Jans Christián Yantani Miguel Cerda | Fyra utan styrman | 6:21,10 | 4 R       | 6:15,49  | 4         | Gick inte vidare | Gick inte vidare | Gick inte vidare | Gick inte vidare | 13    |

Damer
| Idrottare    | Gren          | Heat    | Heat      | Återkval | Återkval  | Semifinal | Semifinal | Final   | Final     | Final |
| Idrottare    | Gren          | Tid     | Placering | Tid      | Placering | Tid       | Placering | Tid     | Placering |       |
| ------------ | ------------- | ------- | --------- | -------- | --------- | --------- | --------- | ------- | --------- | ----- |
| Soraya Jadué | Singelsculler | 8:03,52 | 4 R       | 8:02,17  | 3 C/D     | 8:01,20   | 1 C       | 7:53,56 | 13        |       |

## Taekwondo
| Idrottare   | Gren             | Åttondelsfinaler     | Kvartsfinaler        | Semifinaer           | Återkval omg. 1      | Återkval omg. 2      | Final                | Final     |
| Idrottare   | Gren             | Motståndare Resultat | Motståndare Resultat | Motståndare Resultat | Motståndare Resultat | Motståndare Resultat | Motståndare Resultat | Placering |
| ----------- | ---------------- | -------------------- | -------------------- | -------------------- | -------------------- | -------------------- | -------------------- | --------- |
| Felipe Soto | Herrarnas −80 kg | Matos (CUB) L 2-9    | Gick inte vidare     | Gick inte vidare     | Estrada (MEX) L 1-6  | Gick inte vidare     | Gick inte vidare     | 7         |

## Tennis
| Spelare                    | Gren       | Omgång 1                             | Omgång 2                      | Åttondelsfinaler  | Kvartsfinaler     | Semifinaler       | Final / BM        | Final / BM       |
| Spelare                    | Gren       | Motståndare Poäng                    | Motståndare Poäng             | Motståndare Poäng | Motståndare Poäng | Motståndare Poäng | Motståndare Poäng | Placering        |
| -------------------------- | ---------- | ------------------------------------ | ----------------------------- | ----------------- | ----------------- | ----------------- | ----------------- | ---------------- |
| Marcelo Ríos               | Herrsingel | Zabaleta (ARG) L 7–6(10–8), 4-6, 5-7 | Gick inte vidare              | Gick inte vidare  | Gick inte vidare  | Gick inte vidare  | Gick inte vidare  | Gick inte vidare |
| Nicolas Massú              | Herrsingel | Doseděl (CZE) W 3–6, 6–0, 6–1        | Ferrero (ESP) L 4–6, 6–7(8–6) | Gick inte vidare  | Gick inte vidare  | Gick inte vidare  | Gick inte vidare  | Gick inte vidare |
| Marcelo Ríos Nicolas Massú | Herrdubbel | i.u.                                 | Lee / Yoon (KOR) L 3–6, 4–6   | Gick inte vidare  | Gick inte vidare  | Gick inte vidare  | Gick inte vidare  | Gick inte vidare |

## Triathlon
| Triathlet    | Gren                | Simning (1,5 km) | Cykling (40 km) | Löpning (10 km) | Total tid  | Placering |
| ------------ | ------------------- | ---------------- | --------------- | --------------- | ---------- | --------- |
| Matías Brain | Herrarnas triathlon | 18:56,59         | 58:46,30        | 36:02,01        | 1:53:44,90 | 41        |